# Bryconops imitator
Bryconops imitator е вид лъчеперка от семейство Iguanodectidae. Видът не е застрашен от изчезване.

## Разпространение
Разпространен е във Венецуела.

## Описание
На дължина достигат до 7,6 cm.
Популацията на вида е стабилна.